# John Ernest Grabe

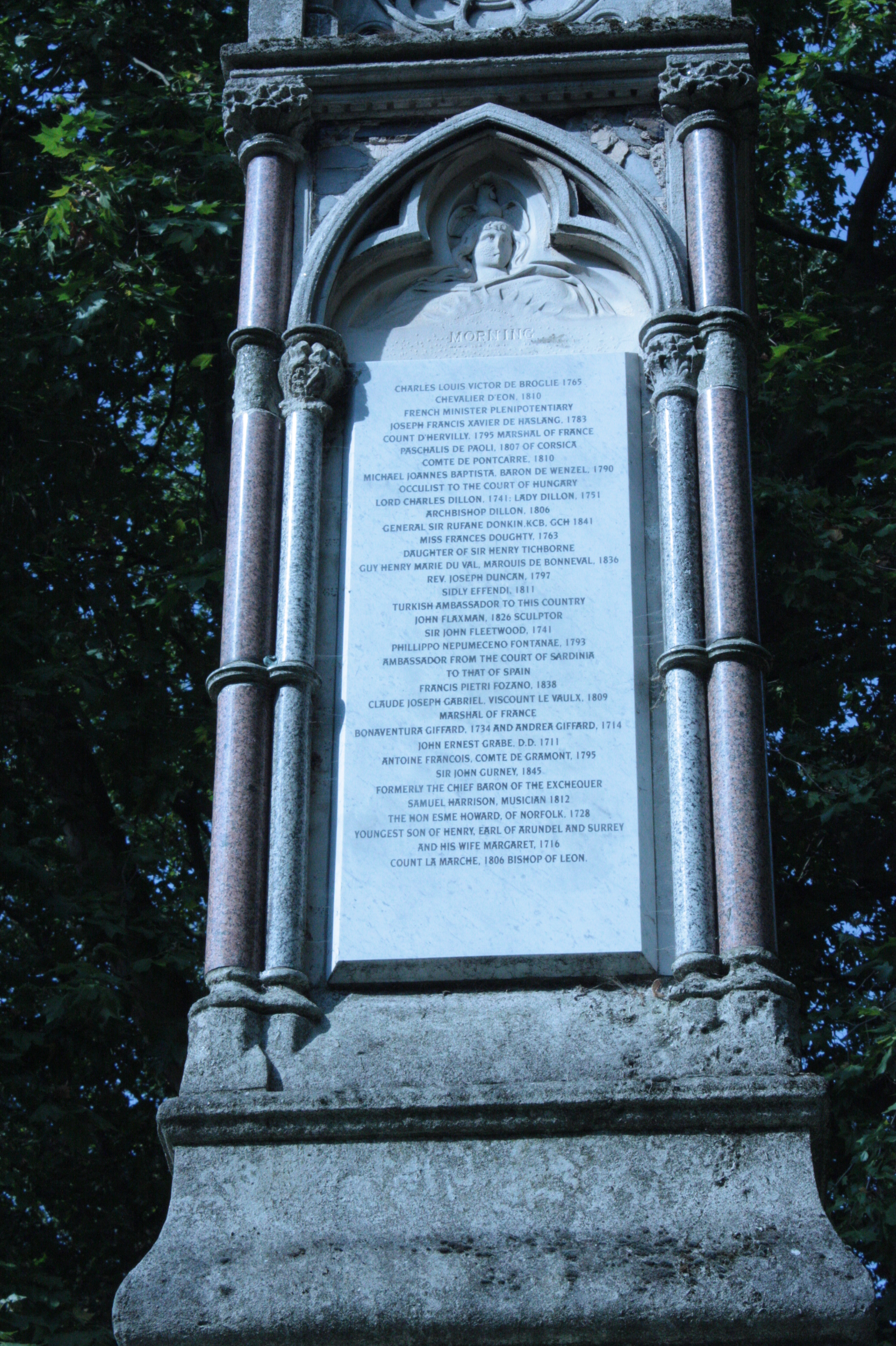
Nome de Grabe listado na face sul do Memorial de Burdett Coutts

John Ernest Grabe (10 de julho de 1666 - 3 de novembro de 1711), divino anglicano, nasceu em Königsberg, onde seu pai, Martin Sylvester Grabe, era professor de teologia e história.

## Vida
Em seus estudos teológicos, Grabe conseguiu persuadir-se do caráter cismático da Reforma e, consequentemente, apresentou ao consistório luterano de Samland, na Prússia, um memorial no qual comparou a posição das igrejas evangélicas protestantes com a dos novatos e outros antigos cismáticos. Ele havia decidido ingressar na Igreja de Roma quando uma comissão de teólogos luteranos apontou falhas em sua argumentação escrita e chamou sua atenção para a Igreja inglesa como aparentemente possuindo aquela sucessão apostólica e manifestando essa fidelidade às instituições antigas que ele desejava.
Ele veio para a Inglaterra, estabeleceu-se em Oxford e fez uso pesado da Biblioteca Bodleiana. Foi ordenado em 1700 e tornou-se capelão da Igreja de Cristo. Sua inclinação era para o partido dos não-jurados. Os trabalhos aprendidos aos quais o resto de sua vida foi dedicado foram recompensados com um diploma de Oxford (DD) e uma pensão real.
Ele morreu em 3 de novembro de 1711, e em 1726 um monumento lhe foi erguido por Edward Harley, conde de Oxford, na Abadia de Westminster. Ele foi enterrado na Old St. Pancras Church, Londres em 9 de novembro de 1711. Seu nome está listado no Memorial de Burdett Coutts como uma das importantes sepulturas perdidas.
Alguns relatos da vida de Grabe são apresentados em Life of George Bull, de Robert Nelson, e por George Hickes em um discurso prefixado no panfleto contra a Collection of Testimonies against the True Deity of the Son and of the Holy Ghost, de William Whiston. O Dr. George Smalridge (que também lhe concedeu seu diploma) escreveu uma biografia de Grabe.

## Obras
Suas obras, que mostram que ele foi instruído e trabalhoso, mas um tanto deficiente em perspicácia crítica, incluem um Spicilegium SS. Patrum et haereticorum (1698-1699), que foi projetado para cobrir os três primeiros séculos da igreja cristã, mas não foi continuado além do final do segundo. Uma segunda edição deste trabalho foi publicada em 1714.
Ele lançou edições de:
- Justino Mártir, Apologia Prima (1700)
- Irineu, Adversus omnes haereses (1702)
- Obras Latinas do Bispo Bull (1703).
- Septuaginta interpretum. tomus 1. Oxford 1707

Sua edição da Septuaginta foi baseada no Codex Alexandrinus; apareceu em quatro volumes (1707–1720) e foi completado por Francis Lee e por George Wigan.